# L'uomo che amava gli UFO
L'uomo che amava gli UFO (El hombre que amaba los platos voladores) è un film argentino del 2024 diretto da Diego Lerman, basata sulla vera storia del giornalista José de Zer, responsabile della creazione del fenomeno alieno più seguito della storia della televisione argentina.

## Trama
Argentina, 1986. Il giornalista José de Zer con il suo cameraman si dirigono verso Cordoba dopo aver ricevuta una strana proposta. In una zona sulle colline descrivono una presunta presenza aliena per il loro telegiornale aprendo a scene bizzarre.

## Promozione
Il film è stato presentato in concorso alla 71ª edizione del Festival internazionale del cinema di San Sebastián del 2024.

## Distribuzione
Il film è stato distribuito sulla piattaforma Netflix dal 18 ottobre 2024.